# Worth It (Whitney Houston)
Worth It è il quarto singolo estratto dal pluripremiato album I Look to You, della cantante statunitense Whitney Houston.

## Tracce
1. Worth It – 4:38

## Classifica
| Classifica | Posizione |
| ---------- | --------- |
| USA R&B    | 61        |